# رودلف كارل
رودلف كارل (بالألمانية: Rudolf Carl)‏ (و. 1899 – 1987 م) هو مخرج أفلام، وممثل مسرحي، وممثل أفلام نمساوي، ولد في مورافيا، توفي في غراتس، عن عمر يناهز 88 عاماً.

## جوائز
حصل على جوائز منها:
- النيشان الذهبي الأعظم لشتايرمارك
- ميدالية الشرف الفضية العظمى للخدمات المقدمة لجمهورية النمسا

## وصلات خارجية
- رودلف كارل على موقع IMDb (الإنجليزية)
- رودلف كارل على موقع ألو سيني (الفرنسية)
- رودلف كارل على موقع ميوزك برينز (الإنجليزية)
- رودلف كارل على موقع أول موفي (الإنجليزية)
- رودلف كارل على موقع قاعدة بيانات الأفلام السويدية (السويدية)
- رودلف كارل على موقع ديسكوغز (الإنجليزية)
- رودلف كارل على موقع قاعدة بيانات الفيلم (الإنجليزية)
- رودلف كارل على موقع كينوبويسك (الروسية)